# حصن شناص
 حــــصن شـــناص يقع في ولاية شناص بسلطنة عمان.
وتقع ولاية شناص على ساحل شمال الباطنة عند بداية طريق تجاري يؤدي إلى دولة الأمارات العربية المتحدة عبر الجبال، أما حصن شناص فيقع قرب الشاطئ، وهو عبارة عن منطقة مسورة مستطيلة الشكل تضم أبراجا دائرية ركنية وبرجا مستطيل الشكل في الناحية الشمالية الشرقية.
وأستخدم في بنائه مادة الطين والحصى ويبلغ طوله في حدود 100 متر، وعرضه 80 متر، وارتفاعه 8 امتار .ويذكر أنه شيد منذ زمن عهد دولة النبهانية عام 650هـ/1229م لأغراض الدفاع ، والحماية ، وأستخدم كذلك سكنا ، ومحكمة و مدرسة . ويعتبر حصن شناص من الحصون المهمة في الباطنة لأن هذا الحصن آخر حصن حكومي للدولة في تلك المنطقة وهو الواجهة لصد جميع الغزاة.